# Villa Real (Buenos Aires)

Lage von Villa Real in Buenos Aires

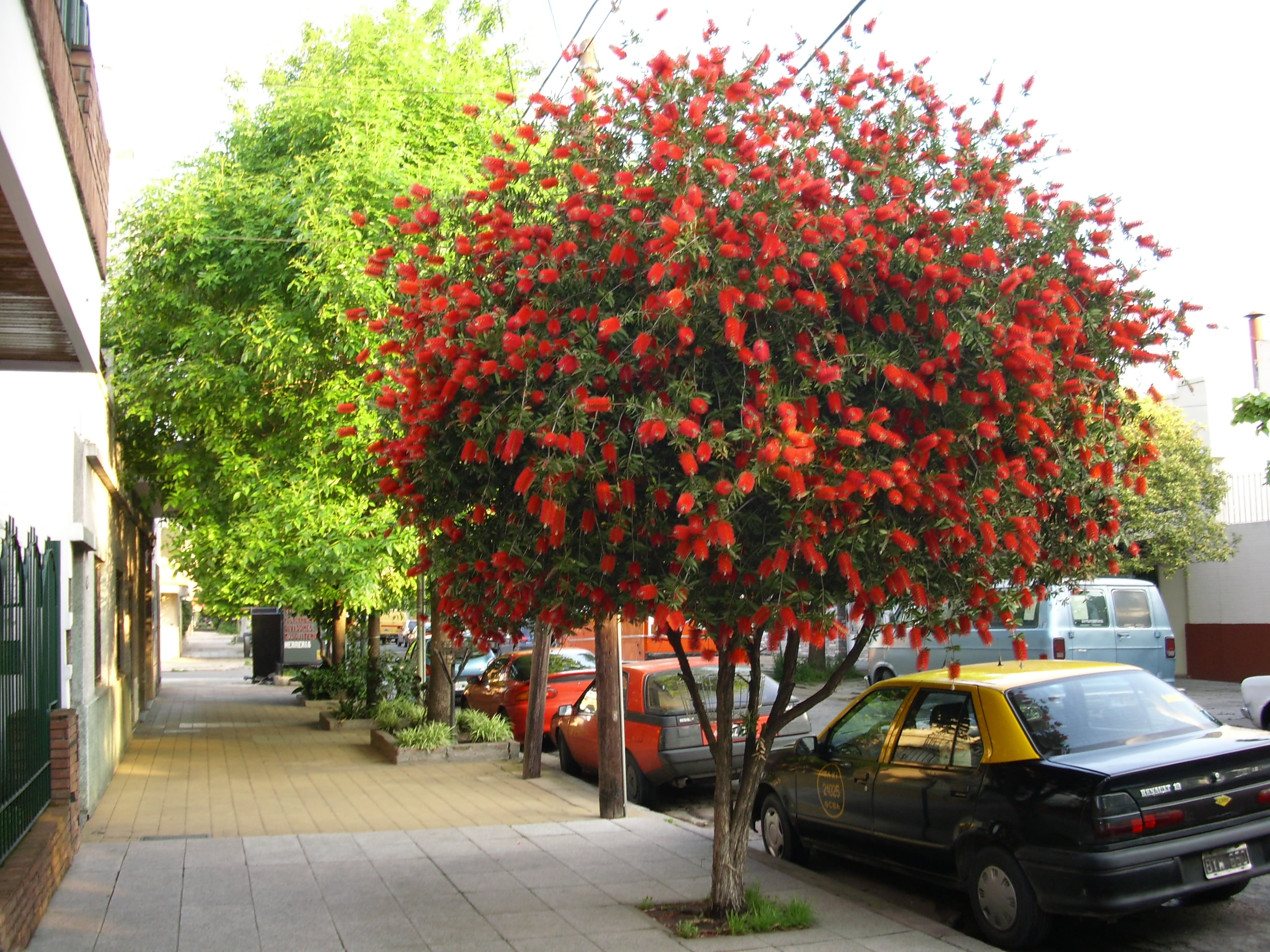
Straße in Villa Real

Villa Real ist ein Stadtteil am westlichen Stadtrand der argentinischen Hauptstadt Buenos Aires. Der Stadtteil hat gut 14.000 Einwohner auf einer Fläche von 1,5 km². Er gehört damit zu den kleinsten Vierteln der Stadt und ist Teil der Comuna C10.

## Beschreibung
1804 errichtete der Virrey de Sobremonte dort ein Sommerhaus, weshalb die Gegend dann „Quinta de los Virreyes“ genannt wurde. Aus Virreyes entstand dann der heutige Name „Villa Real“, den das Viertel offiziell seit dem 18. März 1909 trägt. Aus diesem Grund wird jedes Jahr am 18. März der Stadtteiltag gefeiert, 2009 zum hundertsten Mal.
Villa Real wird begrenzt durch die Straßen Nogoyá, Irigoyen, Baigorria, Lope de Vega und Avenida General Paz. Heute ist der Stadtteil überwiegend ein Wohnviertel der Mittelschicht und geprägt von älteren Häusern und großen Gärten. Das wirtschaftliche Leben spielt sich rund um die Straße Lope de Vega ab, die wichtigsten Plätze im Viertel sind die Plaza Juan B. Terán (benannt nach dem Gründer der Universität von Tucumán) und die Plaza Villa Real. In der Nähe der Plaza Villa Real befindet sich das „Museo del Automóvil“ (Auto-Museum).
Wie viele andere Stadtteile von Buenos Aires wurde auch Villa Real in einem Lied verewigt. In dem Lied „La murguita de Villa Real“ von Alejandro del Prado heißt es: „Tirando la manga por la tardecita, llegó la murguita de Villa Real! de Villa Real!“